# ألينكا براتوشيك
ألينكا براتوشيك (بالسلوفينية: Alenka Bratušek) سياسية سلوفينية. استملت زعامة حزب سلوفينيا الإيجابية منذ يناير 2013، وقرر البرلمان تعيينها رئيسة وزراء وتكليفها بتشكيل حكومة جديدة في 27 فبراير 2013 لتصبح أول امرأة ترأس حكومة سلوفينيا منذ استقلالها. في 5 مايو 2014، قدمت براتوشيك استقالتها من منصب رئيس الوزراء.

## سيرتها
ولدت ألينكا براتوشيك في سيله في جمهورية يوغوسلافيا الاشتراكية الاتحادية حينها، في 31 مارس 1970. انتسبت إلى كلية العلوم الطبيعية والتكنولوجيا في جامعة لوبلانا وحصلت على الماجستير في الإدارة من كلية العلوم الاجتماعية في الجامعة نفسها. خدمت ست سنوات في مديرية ميزانية الدولة في وزارة المالية السلوفينية. ترشحت إلى البرلمان في انتخابات 2008 لكنها لم تنجح.
في الانتخابات التشريعية المبكرة في سنة 2011 انتخبت نائباً في البرلمان عن حزب سلوفينيا الإيجابية وترأست لجنة مراقبة الميزانية.
تم تعيينها رئيسة مؤقتة لحزب سلوفينيا الإيجابية في يناير 2013 بعد أن تخلى زعيمه زوران يانكوفيتش عن كافة صلاحياته الحزبية مؤقتاً إثر اتهامه بالفساد من قبل لجنة منع الفساد.
وفي 27 فبراير 2013 انتخبها البرلمان رئيسة للحكومة وكلفها بتشكيل حكومة جديدة بعد حجب الثقة عن الحكومة السابقة نتيجة اتهام رئيس الوزراء يانيز يانشا بالفساد من قبل لجنة منع الفساد، وأعطيت مهلة قانونية 15 يوماً لتشكيل حكومة وتقديمها للبرلمان للتصويت على الثقة.

## حياتها العائلية
تقطن براتوشيك في كران، وهي متزوجة، ولها ابن وابنة.

## روابط خارجية
- ألينكا براتوشيك على موقع الموسوعة البريطانية (الإنجليزية)
- ألينكا براتوشيك على موقع مونزينجر (الألمانية)